# ルブバハフ王国再建設記
『ルブバハフ王国再建設記』 ( - おうこくさいけんせつき、르브바하프 왕국 재건설기) は、キム・ミニによる韓国の漫画作品、およびそれを原作としたアニメ作品である。

## 概要
韓国の少女漫画誌「SUGAR」（ソウル文化社）で、2003年7月号から2004年12月号まで連載された。単行本は全3巻。
2007年にはアニメ化され、韓国のMBCで2007年5月から11月まで放送された。

## あらすじ
平穏な国だったルブバハフ王国は、隣国であるヴィセンハル国の襲撃により滅亡してしまう。かろうじて王宮を抜け出したバン王子、シアン、コナの3人は国境を越えコーセン王国へと逃亡し、山奥の小屋に身を隠す事になりながらルブバハフ王国の再建を目指す。

## 登場人物

### バン一行と周辺人物
バン（반）
声 - キム・ジャン
17歳の若きルブバハフ王国王子であり本作の主人公。基本的に楽天的で明るい性格だが、責任感は強い。王子であった為、少々世間知らず。
コーセン王国のユリエル王女とは婚約者同士であり互いに愛し合っている。
シアン（시안）
声 - チョン・ヘオク
ルブバハフ王国の哲学者、思想家。魔法をかけられている為に外見は10歳程度の少年だが、本来の年齢は75歳の老人。普段は博識でしっかり者だが、外見相応の子供らしい一面もある。
コナ（코나）
声 - チョン・ユミ
ルブバハフ王国宮廷の侍女（メイド）。14歳。心優しく礼儀正しい性格。当然料理などの家事全般が得意。見た目とは裏腹に物凄い怪力の持ち主であり、重い物でも軽く持ち上げる。
パルラン（발랑）
声 - キム・ジヨン
アニメオリジナルキャラクター。
野生の熊。体は小さいが食いしん坊で人間を怖がらない。食べ物を探しにバン達の居る家に飛び込んだ事がきっかけでバン達と知り合い行動を共にするようになる。コナには非常によくなついているが、他の二人とは喧嘩が多い。
アロン（아론）
声 - イム・チェホン
バンたちが住むことになった小屋の家主。
ミカ（미카）
声 - キム・ジヨン
アロンの娘。王室マニアクラブの会員になる程の王室マニアであるが、バンたちの正体には気づいていない。料理をするのが好きだが、その腕前は絶望的。
トッティ（또띠）
声 - チョン・ヘオク
ミカの友人。ミカと同じく王室マニアクラブ会員。
セルビジオ（세르비지오）
声 - シン・ヨンウ
ルブバハフ王国の吟遊詩人。王室でもよく歌っていたためバンたちと面識がある。
ルブバハフ王国が滅亡した後は各地を転々としていたが、バンと再会し、しばらく留まりながらルブバハフ再建を願う曲を完成させ、再建の協力を約束するが……。
ジョン（존）
声 - イム・チェホン
ルブバハフ王国の将軍。鳥のクラックタをいつも連れている。顔は常に無表情。
軍隊の生き残りたちとルブバハフ王国再建を目指しており、バンたちの居場所をつきとめ小屋にやって来る。
ベニ（베니）
若き軍人。
アニメには登場しないが、最終回でモブキャラとして描かれている。
ブルミアン（브루미안）
声 - チョン・ヘオク
バンの姉。

### コーセン王国
ユリエル（유리엘）
声 - ソヨン
ルブバハフ王国の隣国であるコーセン王国の王女。バンの婚約者で相思相愛だが、ルブバハフ王国が滅んだ事によって、ヴィセンハル国の皇太子に求婚される事になる。
原作での出番は少ないが、アニメでは作品のヒロインとして出番が大幅に増えている。
乳母（유모）
声 - チョン・ユミ
アニメオリジナルキャラクター。
ユリエルを子供の頃から見守り、常にユリエルの傍で仕える。
コーセン王（고센왕）
声 - シン・ヨンウ
アニメオリジナルキャラクター。
ユリエルの父であり、コーセン王国の国王。

### ヴィセンハル王国
ヴィクトル（빅토르）
声 - チョン・ジェホン
ヴィセンハル国の皇太子。冷酷な性格であり、ルブバハフ王国を滅亡させ、コーセン王国を軍事力で圧力をかけユリエルと政略結婚を結び、ヴィセンハルの国力を拡大を目論んでいる。
自身を溺愛している重度のナルシストで、鏡を見ると人が変わる。
原作での出番はほとんど無く名前も設定されていなかったが、アニメでの出番は大幅に増えている。
スモールトル（스몰토르）
声 - シン・ヨンウ
アニメオリジナルキャラクター。
ヴィクトルの弟。ヴィクトルとは仲が悪く、ユリエルやバンたちに協力する。
アラウネ（아라우네）
声 - キム・ジヨン
アニメオリジナルキャラクター。
ヴィセンハル国の親衛隊長。指名手配されているバン王子を追っている。
ジェイド（제이드）
声 - 不明
アニメオリジナルキャラクター。
アラウネ直属の部下。動物が苦手。

## テレビアニメ
2007年5月21日から11月26日までMBCで放送された。全26話。
原作に比べユリエル王女の出番が大幅に増えラブロマンス色が強くなったり、オリジナルキャラクターの登場など、アニメ版独自のアレンジで話を膨らませている箇所が随所に見られる。前半は基本的に原作に沿って話が進むが、後半（14話以降）は一部を除きほぼオリジナルで構成されている。
本編の後には「ユリエルの1分経済」というコーナーが設けられている。
サブタイトルが全て四字熟語になっている。

### スタッフ
- 原作 - ルブバハフ王国再建設記
- 原作者 - キム・ミニ
- 出版社 - ソウル文化社
- 企画 - イ・ビョンドク
- 監督 - ユ・ジェウン
- 助監督 - イ・ソギン
- シナリオ - ファン・ソギョン、チェ・ガヒ
- キャラクターデザイン - ユ・ジェウン、イ・ソギン
- 美術監督 - ハン・ムンジュン
- 撮影監督 - キム・ムンギ、クォン・オジュン
- 音響監督 - コ・グァンヒョン
- 音楽 - イ・ジョンギョ、チェ・ヨンジン
- プロデューサー - アン・ソンウン、チョン・スンウォン、イ・ビョンドク（MBC）
- 製作指揮 - キム・シンファ
- 企画 - MBC
- 製作 - （株）スタジオカーブ

### 主題歌
オープニングテーマ「準備出来た」
作詞・作曲 - Dr.G / 歌 - SLAM
エンディングテーマ「Good Bye（永遠な事じゃない）」
作詞・作曲 - Dr.G / 歌 - SLAM

### サブタイトル
1. 절체절명（絶体絶命）
2. 기고만장（気高万丈）
3. 동상이몽（同床異夢）
4. 백의종군（白衣従軍）
5. 기절초풍（気絶招風）
6. 불가사의（不可思議）
7. 중구난방（衆口難防）
8. 화기애애（和気藹藹）
9. 낭중지추（嚢中之錐）
10. 애지중지（愛之重之）
11. 송구영신（送旧迎新）
12. 지성감천（至誠感天）
13. 측은지심（惻隠之心）
14. 폭풍전야（暴風前夜）
15. 연모지정（恋慕之情）
16. 안분지족（安分知足）
17. 파란만장（波瀾万丈）
18. 전화위복（転禍為福）
19. 천생연분（天生縁分）
20. 호연지기（浩然之気）
21. 혈혈단신（孑孑単身）
22. 대기만성（大器晩成）
23. 위기일발（危機一髪）
24. 선전포고（宣戦布告）
25. 점입가경（漸入佳境）
26. 고진감래（苦尽甘来）